# 貝蒂娜·羅梅羅

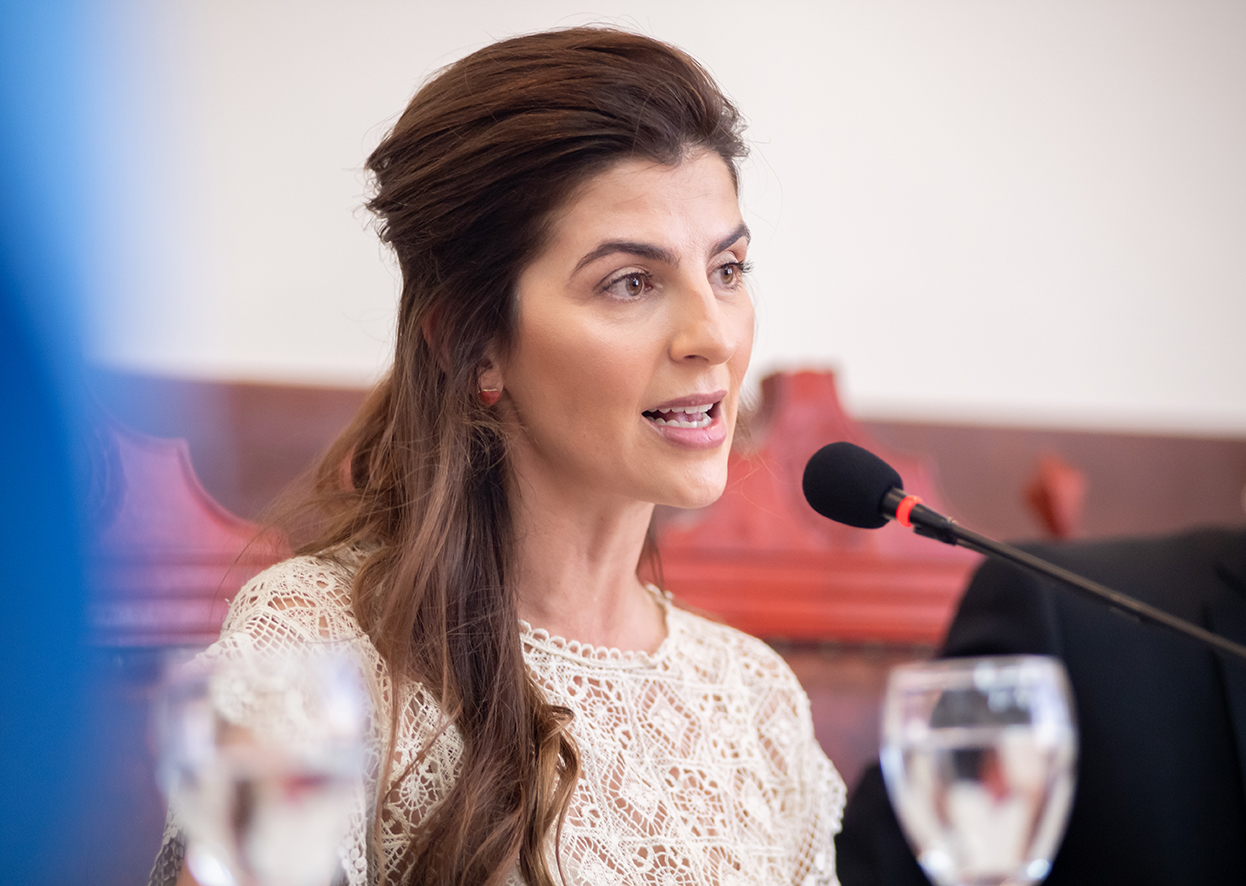
貝蒂娜·羅梅羅

貝蒂娜·伊內斯·羅梅羅（Bettina Inés Romero，1978年7月19日—）是阿根廷律師和政治家，自2019年12月10日起擔任薩爾塔市長，是第一位擔任該職位的女性。
她出身於政商世家，分別是薩爾塔前州長胡安·卡洛斯·羅梅羅和羅伯托·羅梅羅的女兒和孫女。